# Marjana z Předboře
Marjana z Předboře byla dcera vladyky Jana Předbořského z Předboře u Chotěboře. Po smrti otce a poté i matky zdědila v roce 1603 Předboř s okolím. Zemřela v roce 1621; majetek odkázala dílem poslednímu manželovi Jiřímu Adamovi z Roupova a dílem jej získali bratřenci, bratři Vilém a Jan Burian Amchové z Borovnice. K panství patří také panství Studenec. První manžel byl urozený a statečný rytíř a pán Purkart st. řečený Šraněk Bohdanecký z Hodkova a na Popovicích nad Zlatým polem etc., syn rytíře a českého pána Heřmana Petra Bohdaneckého z Hodkova a na Landšperku etc., Mariána I. OO 1552, ovdověla 1583, potomek Petr a Purkart mladší Bohdanečtí z Hodkova.